# فانيسا مارانو
فانيسا مارانو (بالإنجليزية: Vanessa Marano)‏ (ولدت في 31 أكتوبر 1992) ممثلة أمريكية، لعبت دور البطولة في أفلام تلفزيونية، مثل دون أثر، بنات غيلمور، شبح هامس، الأوغاد، غريز أناتومي ومسلسل بُدّلتا عند الولادة.

## روابط خارجية
- فانيسا مارانو على موقع IMDb (الإنجليزية)
- فانيسا مارانو على موقع ألو سيني (الفرنسية)
- فانيسا مارانو على موقع أول موفي (الإنجليزية)
- فانيسا مارانو على موقع إن إن دي بي (الإنجليزية)
- فانيسا مارانو على موقع قاعدة بيانات الفيلم (الإنجليزية)
- فانيسا مارانو على موقع كينوبويسك (الروسية)